# Canadian Championship 2010
Die Canadian Championship 2010 (offiziell: Nutrilite Canadian Championship) ist ein Fußballturnier, welches von der Canadian Soccer Association organisiert wird.
Das Teilnehmerfeld besteht aus den am professionellen Spielbetrieb in Nordamerika teilnehmenden kanadischen Vereinen Toronto FC aus der Major League Soccer sowie Montreal Impact und den Vancouver Whitecaps, die beide in der USL First Division spielen.
Jede Mannschaft spielt in einem Hin- und Rückspiel gegeneinander. Der Gewinner des Turniers erhält den Voyageurs Cup und ist berechtigt, an der Qualifikation zur CONCACAF Champions League 2010/11 teilzunehmen.

## Turnierverlauf

### Spielplan
Bei Punktgleichheit entscheidet:
1. Punkte im direkten Vergleich
2. Tordifferenz
3. Anzahl geschossene Tore
4. Losentscheid

| Pl. | Verein              | Sp. | S | U | N | Tore    | Diff. | Punkte |
| --- | ------------------- | --- | - | - | - | ------- | ----- | ------ |
| 1.  | Toronto FC          | 4   | 2 | 2 | 0 | 003:000 | +3    | 08     |
| 2.  | Vancouver Whitecaps | 4   | 0 | 4 | 0 | 002:200 | ±0    | 04     |
| 3.  | Montreal Impact     | 4   | 0 | 2 | 2 | 002:500 | −3    | 02     |

|                           |   |                     |           |
| 28. April 2010 in Toronto |   |                     |           |
| Toronto FC                | – | Montreal Impact     | 2:0 (1:0) |
| 5. Mai 2010 in Vancouver  |   |                     |           |
| Vancouver Whitecaps       | – | Montreal Impact     | 1:1 (0:1) |
| 12. Mai 2010 in Montreal  |   |                     |           |
| Montreal Impact           | – | Toronto FC          | 0:1 (0:0) |
| 19. Mai 2010 in Vancouver |   |                     |           |
| Vancouver Whitecaps       | – | Toronto FC          | 0:0       |
| 26. Mai 2010 in Montreal  |   |                     |           |
| Montreal Impact           | – | Vancouver Whitecaps | 1:1 (0:0) |
| 2. Juni 2010 in Toronto   |   |                     |           |
| Toronto FC                | – | Vancouver Whitecaps | 0:0       |

## Statistik

### Torschützenliste
| Spieler           | Verein              | Tore |
| ----------------- | ------------------- | ---- |
| Chad Barrett      | Toronto FC          | 1    |
| Philippe Billy    | Montreal Impact     | 1    |
| Peter Byers       | Montreal Impact     | 1    |
| Dwayne De Rosario | Toronto FC          | 1    |
| Marcus Haber      | Vancouver Whitecaps | 1    |
| Ty Harden         | Toronto FC          | 1    |
| Ansu Toure        | Vancouver Whitecaps | 1    |